# Le Bouscat
Le Bouscat (gaskonsko Lo Boscat) je severno predmestje Bordeauxa in občina v jugozahodnem francoskem departmaju Gironde regije Akvitanije. Leta 2009 je naselje imelo 23.317 prebivalcev.

## Geografija
Naselje se nahaja v pokrajini Gaskonji 5 km severno od središča Bordeauxa.

## Uprava
Le Bouscat je sedež istoimenskega kantona, v katerega je poleg njegove vključena še občina Bruges s 36.366 prebivalci. Kanton je sestavni del okrožja Bordeaux.

## Zanimivosti
- dvorec Castel d'Andorte s parkom Parc de la Chêneraie,
- Parc de l'Ermitage;

## Šport
- hipodrom, odprt 20. julija 1836,
- stadion Stade Sainte-Germaine, sedež športnega društva Stade bordelais.

## Pobratena mesta
- Arnstadt (Turingija, Nemčija);